# Franz Kuchenbuch

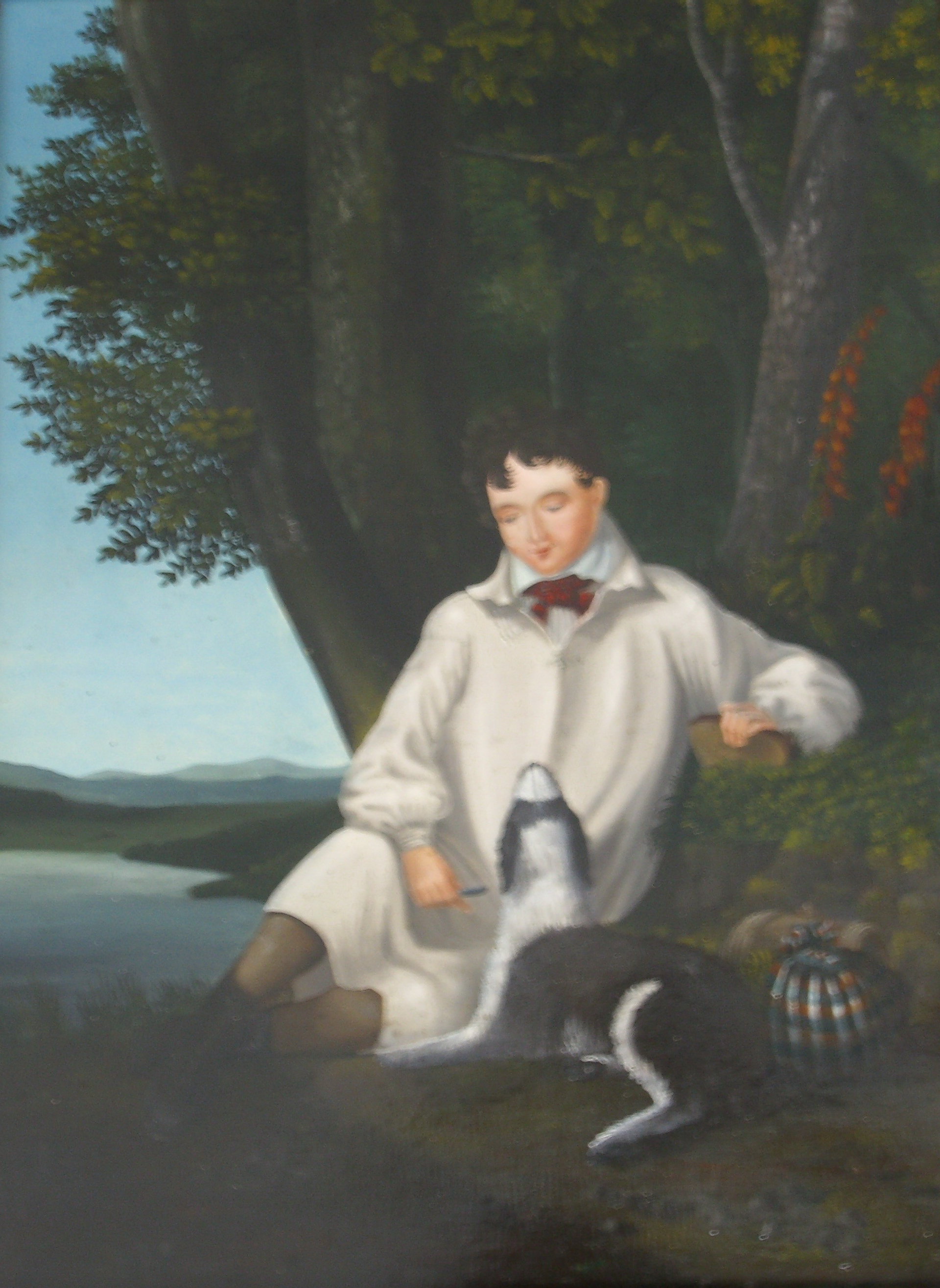
Selbstporträt des jungen Franz Kuchenbuch, 1835

Franz Kuchenbuch II (* 4. September 1812 in Erfurt; † 24. März 1896 in Müncheberg) war ein deutscher Jurist und Maler zwischen Romantik und Realismus. Außerdem war er Altertumsforscher, Wahlmann für das Frankfurter Parlament von 1848, Mitglied und Mitbegründer historischer Vereine und Vertreter des Historismus.

## Leben
Franz Kuchenbuch wurde als erstes von vier Kindern in Erfurt geboren. Sein Vater, der kurmainzische, später preußische Jurist Bernhard Wilhelm Kuchenbuch, Abkömmling einer kurmainzischen Husarenfamilie, hatte in Göttingen Jura studiert, 1806 dann als Feldkriegskommissar den Rückzug des preußischen Heeres bis Memel mitgemacht und ab 1808 als Kammerarchivar mehrere Jahre in Erfurt gewirkt. Seine Mutter Marta Margareta stammte aus der Erfurter Patrizierfamilie Stieglitz. Da es zu den Aufgaben des Vaters auch gehörte, Gebäude und Kunstgegenstände zu erhalten, war Franz Kuchenbuch von Kindheit an den Umgang mit Restauratoren und Malern gewohnt, was unter anderem wohl den Wunsch in ihm erweckte, die Malerei zu erlernen. Diesem Wunsch wurde von Vater Bernhard insofern entsprochen, als er den Sohn bei bekannten Erfurter Malern Unterricht nehmen ließ.
Beruflich war Franz Kuchenbuch II allerdings für die Juristenlaufbahn bestimmt. Er absolvierte neben dem Mal- und Zeichenunterricht das königliche Gymnasium in Erfurt und legte 1834 sein Abitur in Heiligenstadt ab. In der Folge widmete er sich von 1834 bis 1838 (immer neben der Ausbildung und Vervollkommnung in der Malerei) dem Jurastudium an den Universitäten Halle, Bonn und Berlin, hier u. a. bei Friedrich Carl von Savigny und Eduard Gans. Nach entsprechenden Examen war er im preußischen Staatsdienst tätig, wesentlich als Gerichtsjurist bis zur Stellung eines Justizrats mit wachsenden Aufgaben. Er war Anhänger der Bewegung von 1848 und nahm in diesem Jahr als Abgeordneter der Stadt Belzig an der Wahl zum Frankfurter Parlament teil.
Neben seiner Gerichtstätigkeit malte er weiterhin, schuf Landschaftsgemälde, Stadtansichten, Architekturbilder und Reisezeichnungen. Er war Mitglied verschiedener Künstlervereinigungen, beschickte entsprechende Ausstellungen mit Erfolg in Berlin und Erfurt (u. a. ab 1864 als Ehrenmitglied des Berliner Künstlervereins). Gleichzeitig war er als Sammler, Archäologe und Geschichtsforscher, Mitglied und Gründer verschiedener historischer Gesellschaften; auch wurde er Mitglied der Berliner Gesellschaft für Anthropologie, Ethnologie und Urgeschichte unter Rudolf Virchow. Seine Aufnahme erfolgte 1871, aufgrund seiner urgeschichtlichen Arbeiten zu Müncheberg und Umgebung.
Er heiratete 1849 Marie Sondermann aus einer alten Erfurter Familie. Der Ehe entstammten die Kinder Martha, Anna, Elise und Franz (später Bergassessor und Gewerberat, Franz Kuchenbuch III, Heimatforscher und Museumsleiter in Stendal).
Franz Kuchenbuch II beendete seine juristische Laufbahn als Amtsgerichtsrat in Müncheberg, wo er am 27. November 1896 starb. Im Jahr 1888 zum 50. Dienstjubiläum war ihm, unerwartet und trotz seiner 1848er Tätigkeit, ein „Ritter vom roten Adlerorden vierter Klasse“ von Wilhelm II. verliehen worden. Die Stadt Müncheberg ernannte ihn zum Ehrenbürger.

## Sammler, Historiker und Archäologe
Kenntnisse der Archivkunde erwarb Franz Kuchenbuch II durch die Tätigkeit seines Vaters Bernhard Wilhelm, der als Feldkriegskommissar und später als Kammerarchivar und Rentamtsverwalter in Erfurt ehemals kurmainzische Liegenschaften und Institutionen für Preußen verwaltete. Auf Dienstfahrten und Jagdausflügen mit dem Vater lernte er die historischen Stätten der Umgebung kennen und Liegenschaften taxieren.
Die Bewertung und Bewahrung historischer Quellen und das Sammeln historischer Gegenstände, deren Beschreibung und Abbildung sowie die von Gebäuden und Plätzen (z. B. des Klosters Neuwerk oder des Jagdschlosses Willrode) gehörten in Begleitung seines Vaters schon zu den Jugendtätigkeiten von Franz Kuchenbuch II. Ebenso lernte er aus eigener Erfahrung die Problematik der Erhaltung von historischen Kulturgütern und der Rettung wichtiger Akten kennen. Entsprechende konservierende Aktivitäten waren in der damaligen Umbruchszeit der napoleonischen Kriege weitgehend auf private Initiative angewiesen. Manches konnte nur durch Unterbringung in Familienarchiven gerettet werden. Franz Kuchenbuch II kam durch eigene Archivierungtätigkeit, Erbschaft und Zukauf zu einer bedeutenden Sammlung von Urkunden, Gemälden, Druckwerken, Stadtplänen, Veduten, Münzen und anderen geschichtsträchtigen Gegenständen der Stadt Erfurt und Umgebung. Seine Sammlung wurde laufend erweitert und durch seine Tätigkeit in Müncheberg um archäologische, bzw. allgemein historische Funde dieser Gegend bereichert. Später, als entsprechende offizielle Archivierungseinrichtungen in Erfurt wieder geschaffen waren, wurden die Erfurtiana aus seiner Sammlung, soweit sinnvoll, nach Erfurt überführt.
Insgesamt spiegelt sich das historische Interesse und die juristisch-wissenschaftliche Tätigkeit von Franz Kuchenbuch II als Sammler und Historiker auch in seiner Gründungstätigkeit und seiner Mitgliedschaft bei verschiedenen zum Teil hoch renommierten Historikerverbänden und historischen Vereinen, der er als Jurist und Sammler bzw. Privatarchivar angehörte.
Seit 1852 korrespondierte Kuchenbuch mit dem Germanischen Nationalmuseum, dessen Gründung er als geladener Gast beigewohnt hatte. 1860 wurde er Gründungsmitglied des historischen Vereins für Heimatkunde in Frankfurt am Main. 1864 wurde er korrespondierendes Mitglied des Vereins für die Geschichte und Altertumskunde von Erfurt. 1865 wurde er Mitbegründer des Vereins für Heimatkunde Müncheberg. 1873 wurde er Mitglied der Berliner Gesellschaft für Anthropologie, Ethnologie und Urgeschichte unter Rudolf Virchow. Seine Aufnahme fand am 1. Februar 1873 statt, aufgrund seiner archäologischen bzw. historischen Arbeiten über Müncheberg (Aufnahme war nur für wissenschaftlich forschende Mitglieder möglich). Laudatio der Gesellschaft vom 19. Dezember 1896 gilt der „Erinnerung an diesen glücklichen und besonnenen Forscher …“ Diese Tätigkeit lag im Sinne eines wachsenden historischen Bewusstsein der Zeit (Historismus) und galt u. a. auch dem Nachweis der Eigenständigkeit unabhängiger Stadtentwicklung. Diese Tendenz hatte bei Franz Kuchenbuch II also deutlich auch ihre familiengeschichtliche, bisweilen politisch emanzipatorische Dimension zumal in Hinblick auf seine familiären Verbindungen mit alten patrizischen Familien, die schon in der Republik Erfurt Ratsherren und Stadtkommandanten gestellt hatten (u. a. Familien von Willrode, Scheidt, Stieglitz).

## Maler
Dem Jugendwunsch, Maler zu werden oder zumindest die Malkunst von Grund auf zu lernen (weit vor Gymnasium und Jurastudium) entsprach sein Vater Bernhard Wilhelm Kuchenbuch, indem er ihn bei anerkannten Erfurter Meistern in die Lehre gab. Kuchenbuchs Lehrer in Erfurt waren Nikolaus Heinrich Dornheim, Georg Bertuch, Eduard Dietrich, Lehrer und Förderer in Berlin u. a. Ferdinand Bellermann (vom Berliner Künstlerverein).

Das ehemalige Jagdschloss Willrode 1836, nach einer Graphik von Franz Kuchenbuch II.

Spezialitäten von Franz Kuchenbuch II wurden Architektur-  und Landschaftsmalerei im Sinne der Berliner Schule und ihrer vielfach bestätigten „großen Wirklichkeits- und Detailtreue“ bei Gebäude- und Stadtansichten. 1844 beschickte er die Ausstellung der Akademie der Künste in Berlin mit den Bildern „Portal am Dom zu Erfurt“, „Kreuzgang im Dom zu Erfurt“, „Kloster Chorin“, im selben Jahr die Ausstellung des Berliner Künstlervereins. Die Großherzogin von Mecklenburg-Strelitz erwarb sein Ölgemälde „Tor zu Neubrandenburg“. 1864 wurde Kuchenbuch Ehrenmitglied des Berliner Künstlervereins. Weiterhin sind mehrere Bilder über die Landschaft seiner Umgebung sowie viele Skizzen anlässlich seiner Reisen durch die Altmark und Ostpreußen erhalten. Ein weiteres bekanntes Gemälde war das „Panorama von Erfurt“, entstanden um 1854 (seit 1855 permanent ausgestellt im Museum des „Alterthumsvereins Erfurt“). Sein Sohn, Franz Kuchenbuch III, erwähnt „wohl 150 größere und kleinere Ölbilder“ und, neben Lithographien und Aquarellen, eine Unzahl von Feder- und Bleistiftzeichnungen.

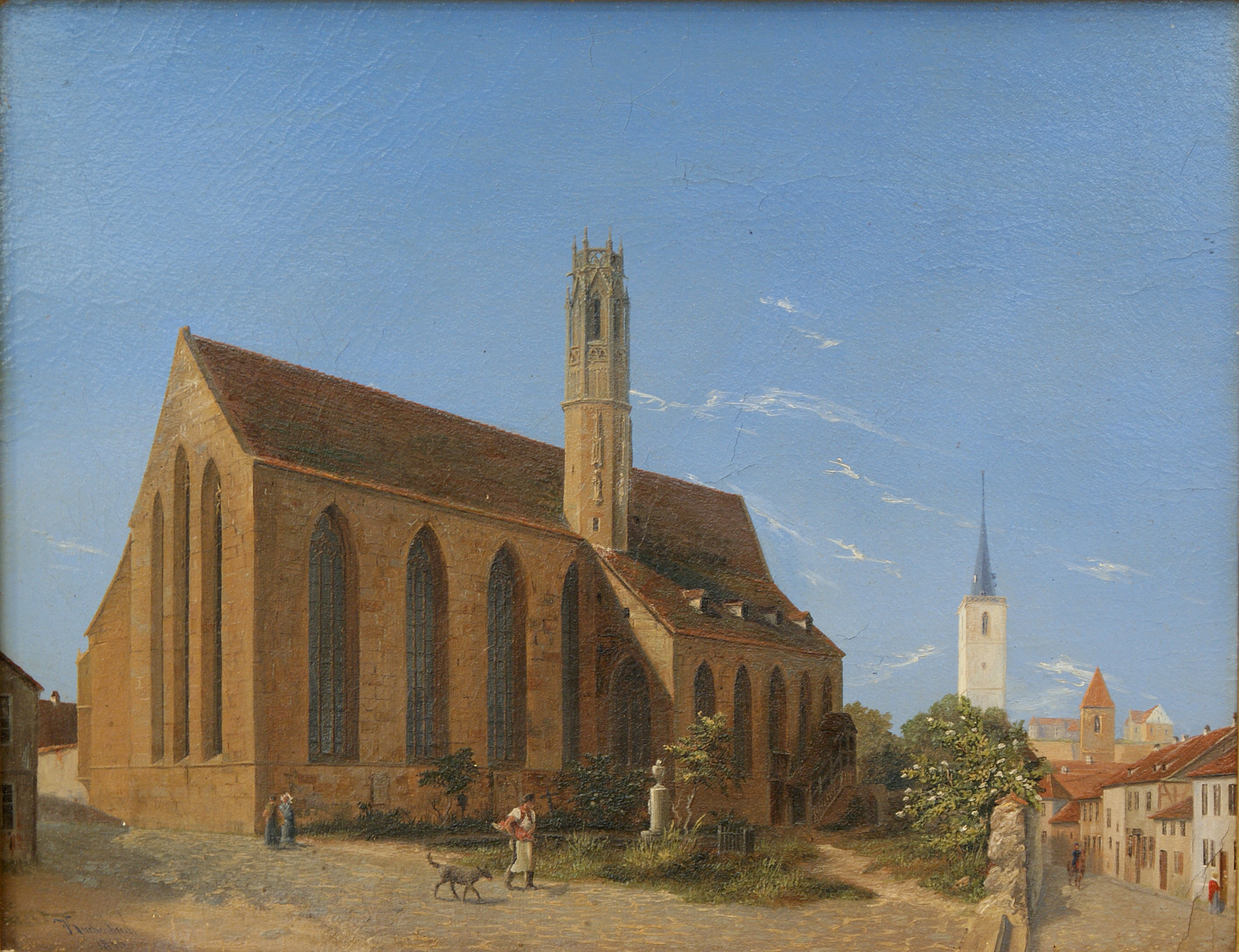
Das Augustinerkloster Erfurt 1848, nach einem Gemälde von Franz K. II

Da Franz Kuchenbuchs Gemälde Stadtansichten und historische Gebäude minutiös wiedergaben, wurden sie vielfach für die Rekonstruktion von Stadtanlagen und Gebäuden herangezogen. Mehrfach wird vor allem die Bedeutung seiner Malerei für die Rekonstruktion des Stadtbilds von Erfurt erwähnt. Beispiele hierfür sind die Korrespondenz mit dem Erfurter Stadtrat Karl Hermann (1797–1874) und der Briefwechsel mit Freunden u. a. mit Moritz von Streit.
Ein Teil seiner Gemälde, Aquarelle, Lithographien und Skizzen wird im Erfurter Angermuseum aufbewahrt, das zu verschiedenen Anlässen Bilder von Franz Kuchenbuch II auch im 20. Jahrhundert ausgestellt hat (u. a. in einer größeren Ausstellung vom Herbst 1913). Auch in der Gegenwart kam es gelegentlich zu Exponierungen eines Teils seiner Werke im Angermuseum, z. B. 1998, 2000, 2002 etc. Vor dem noch anhaltenden Umbau des Angermuseums hingen dort auch Dauerexponate aus.